# Jeremy Hellickson
Jeremy Robert Hellickson (Des Moines, 8 aprile 1987) è un ex giocatore di baseball statunitense.

## Carriera

### Inizi e Minor League (MiLB)
Nato a Des Moines, capitale dell'Iowa, Hellickson frequentò la Hoover High School nella sua città natale. Dopo essersi diplomato, venne selezionato nel quarto turno, del draft MLB 2005 dai Tampa Bay Devil Rays, che lo assegnarono nella classe Rookie. Giocò nel 2006 nella classe A-breve e nel 2007 nella classe A. Nel 2008 militò nella classe A-avanzata e nella Doppia-A e nel 2009 nella Doppia-A e nella Tripla-A.

### Major League (MLB)

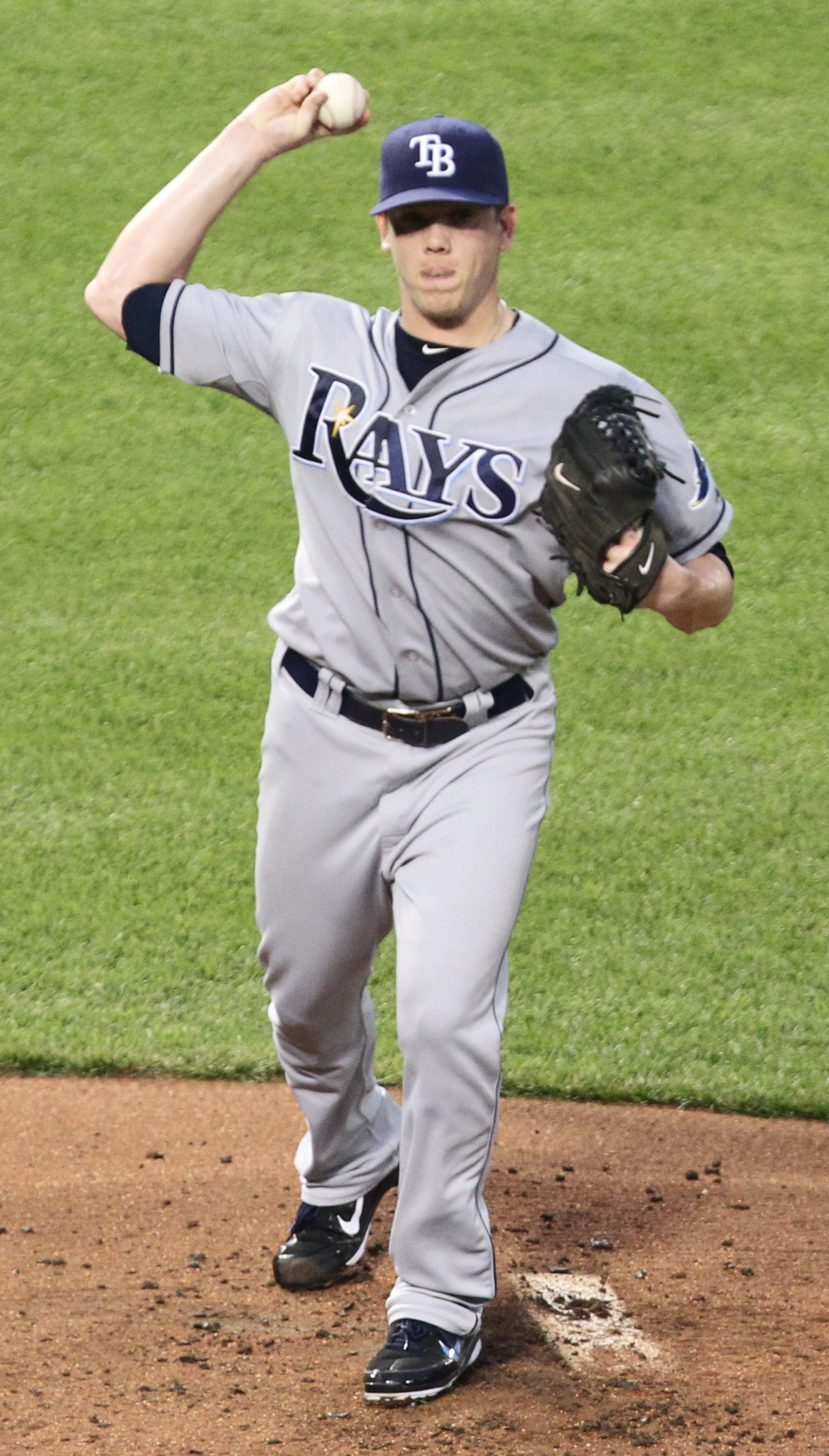
Hellickson con i Rays nel 2011

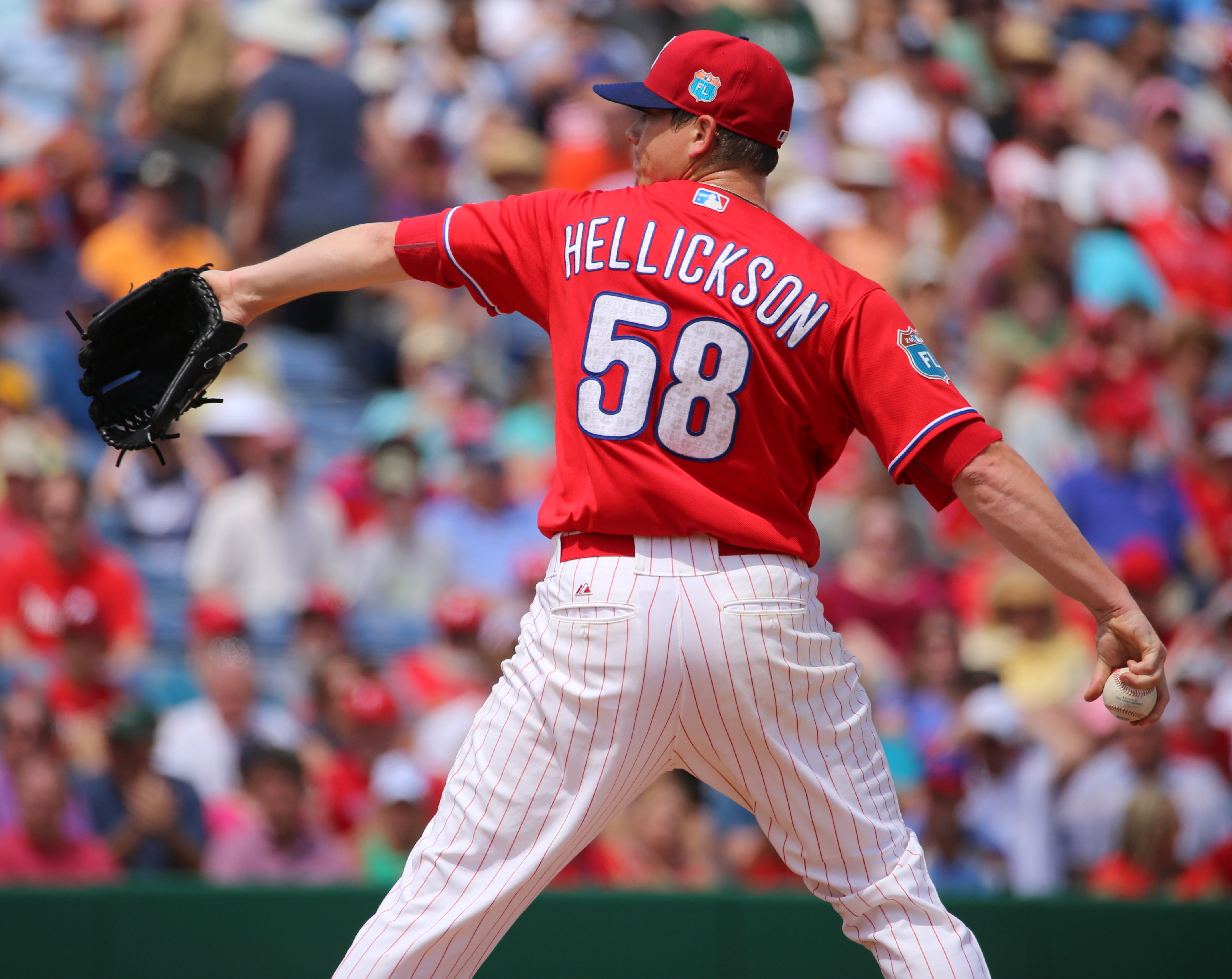
Hellickson con i Phillies nel 2016

Hellickson debuttò nella MLB il 2 agosto 2010, al Tropicana Field di St. Petersburg contro i Minnesota Twins, lanciando per 7 inning e ottenendo la sua prima vittoria. Concluse la stagione con all'attivo 10 partite disputate (4 da partente) nella MLB e 22 nella Minor League, di cui 21 nella Tripla-A e 1 nella classe A-avanzata (in quest'ultima come lanciatore di rilievo).
Al termine della stagione 2011 venne nominato Rookie of the Year. Nel 2012 venne premiato con il primo Guanto d'Oro.
Il 14 novembre 2014, i Rays scambiarono Hellickson con gli Arizona Diamondbacks per Andrew Velazquez e Justin Williams. Il 16 gennaio 2015 firmò con la franchigia un contratto annuale del valore di 4.275.000 dollari.
Il 14 novembre 2014, i D-backs scambiarono Hellickson con i Philadelphia Phillies per il giocatore di minor league Sam McWilliams. Il 15 gennaio 2016, firmò con i Phillies un contratto annuale del valore di 7 milioni. Hellickson giocò come partente nella giornata inaugurale della stagione. Più tardi i Phillies offrirono un'estensione del contratto per la stagione 2017 per 17.2 milioni, Hellickson accettò.
Il 28 luglio 2017, i Phillies scambiarono Hellickson con i Baltimore Orioles per Hyun-soo Kim e Garrett Cleavinger. Divenne free agent al termine della stagione.
Il 17 marzo 2018, Hellickson firmò un contratto di minor league con i Washington Nationals. L'8 febbraio 2019, Hellickson firmò con i Nationals un contratto per la stagione 2019 di 1.3 milioni di dollari con incentivi fino a 4 milioni. Apparve durante la stagione in 9 partite (8 come partente), e nonostante non partecipò a nessuna partita della post stagione che assegnarono le prime World Series ai Nationals, divenne campione.
Il 14 febbraio 2020, Hellickson annunciò il ritiro dall'attività agonistica.

## Palmarès

### Individuale
- Rookie dell'anno della National League - 2011
- Guanto d'Oro: 1

2012
- Lanciatore del mese della NL: 1

maggio 2011
- Esordiente del mese della AL: 1

maggio 2011